# الفردوکا
الفردوکا (به لاتین: Alfredówka) یک منطقهٔ مسکونی در لهستان است که در Gmina Nowa Dęba واقع شده‌است.

## خصوصیات
الفردوکا ۷۵۰ نفر جمعیت دارد.